# Wikipedia în sârbocroată
Wikipedia în sârbocroată (în sârbocroată Wikipedija na srpskohrvatskom jeziku / Wikipedija na hrvatskosrpskom jeziku) este versiunea în limba sârbocroată a Wikipediei, și se află în prezent pe locul 26 în topul Wikipediilor, după numărul de articole, având peste 270 000 de articole.